# Good Morning Good Morning
Good Morning Good Morning è una canzone composta dal solo John Lennon (ma accreditata al duo compositivo Lennon-McCartney) e pubblicata dai Beatles sull'album del 1967 Sgt. Pepper's Lonely Hearts Club Band.

## Descrizione

### Origine e storia
L'ispirazione per la canzone giunse a Lennon da uno spot televisivo dei corn flakes della Kellogg. Il jingle pubblicitario diceva: «Good morning, good morning, The best to you each morning, Sunshine Breakfast, Kellogg's Corn Flakes, Crisp and full of fun». La strofa: «It's time for tea and Meet the Wife» si riferisce ad una sitcom trasmessa all'epoca dalla BBC, intitolata Meet the Wife.

### Registrazione
Il brano fu registrato l'8 febbraio 1967, con l'aggiunta di sovraincisioni il 16 febbraio (basso e voce), il 13 marzo (sezione d'ottoni), il 28 marzo (cori e assolo di chitarra elettrica), e il 29 marzo (rumori di animali).
Dietro richiesta di Lennon, George Martin convocò in studio i Sounds Incorporated per suonare la sezione di ottoni con il loro caratteristico suono di sax. Lennon chiese a Geoff Emerick di sistemare i versi di animali che si sentono alla fine del brano, in modo che ogni animale fosse in grado di divorare o spaventare l'animale che lo precedeva. L'effetto sonoro finale del verso della gallina fu sincronizzato perfettamente per trasformarsi nel verso della chitarra del brano seguente Sgt. Pepper's Lonely Hearts Club Band (Reprise).

### Differenze tra versione Mono e Stereo
La versione mono, dura 2:35, mentre la versione stereo dura 2:40 perché ci sono più rumori di animali alla fine del brano.

## Formazione
The Beatles
- John Lennon - voce raddoppiata, chitarra ritmica
- Paul McCartney - cori, basso, chitarra solista, grancassa
- George Harrison - cori, tamburello
- Ringo Starr - batteria

Altri musicisti
- Barrie Cameron, David Glyde, Alan Holmes - sassofono
- John Lee, Anonimo - trombone
- Anonimo - corno inglese

Crediti
- Geoff Emerick - ingegnere del suono
- George Martin - produttore

## Curiosità
Dalla registrazione si credeva che Ringo Starr usò il doppio pedale o la doppia cassa.
In realtà fu Paul McCartney ad usufruire della grancassa suonando in Quartina un doppio colpo con l'ausilio delle sole bacchette.